# Asgard (thần thoại)
Trong thần thoại Bắc Âu, Asgard là nơi các vị thần Aesir sinh sống. Asgard được đặt ở tán cây trên cùng của cây thế giới Yggdrasil, tách biệt khỏi thế giới người trần Midgard. Con đường duy nhất để lên Asgard là cổng cầu vồng Bifröst.         

## Miêu tả về Asgard
Trung tâm Asgard là cánh đồng Idavoll, nơi các Aesir họp bàn những việc quan trọng. Các nam thần họp ở điện Gladsheim và các nữ thần ở điện Vingólf. Họ cũng gặp nhau hàng ngày ở suối vận mệnh Urd bên dưới Yggdrasil. Xung quanh Asgard là một bức tường vững chắc do một người khổng lồ tên là Hrimthurs xây dựng. Cách duy nhất để lên Asgard là đi qua cổng cầu vồng Bifröst. Quầng đỏ của cầu vồng thật ra là lửa để ngăn những người khổng lồ băng vượt qua. Trách nhiệm gác lối vào Asgard được giao cho thần gác cổng Heimdall.

## Mười hai cung điện
Ngoài hai điện chung là Gladsheim và Vingolf, mỗi vị thần có nơi ở riêng của mình. Mười hai toà cung điện được xây lên cho mỗi vị thần xuất chúng. Thần Heimdall sống trong một cung điện tên là Himinbiorg ở gần cây cầu Bifröst. Lãnh địa của thần Thor tên là Thrudvangar và tòa chính điện gọi là Bilskirnir. Thần Balder và vợ, nữ thần rừng Nanna xinh đẹp sống ở cung điện Breidablik trong khi thần Forseti có cung điện Glitnir, nơi thần làm nhiệm vụ phán xử những tranh chấp của cả thần linh và con người. Nữ thần Freyja sở hữu một cung điện lộng lẫy tên là Folkvang. Cha nữ thần là thần gió Njord, sống trong điện Noatun bên bờ biển và ngôi nhà của thần Freyr, anh của nữ thần Freyja, tên là Alfheim. Nữ thần Frigg, vợ thần Odin, có cung điện riêng tên là Fensalir. Riêng thần tối cao Odin sống trong điện Valaskjaff có mái bằng bạc. Tuy nhiên, nơi nổi tiếng nhất của Asgard là cung điện Valhalla thuộc sở hữu của Odin. Các vị anh hùng tử vong trong chiến trận được triệu tập về nơi này.

## Các cách viết khác nhau của Asgard
- Tiếng Anh: Ásgard, Ásegard, Ásgardr, Asgardr, Ásgarthr, Ásgarth, Asgarth, Ásgardhr
- Tiếng Thụy Điển và tiếng Đan Mạch: Asgård
- Tiếng Na Uy: Åsgard (hoặc Åsgård, Asgaard)
- Tiếng Iceland: Ásgarður